# ییلزویل (کنتیکت)
ییلزویل (به انگلیسی: Yalesville) یک منطقهٔ مسکونی در ایالات متحده آمریکا است که در کنتیکت واقع شده‌است. ییلزویل ۲۸٫۹۶ متر بالاتر از سطح دریا واقع شده‌است.